# Каргатская волость
Карга́тская во́лость — административная единица (с 1890-х по 1925 гг.) в составе первоначально Каинского уезда Томской губернии.
Административный центр — село/город Каргат.

## Описание
Волость в 1890 (?) году на сельском сходе создали крестьянствующие и купеческие общины, происходящие от переселенцев из Центральной России, расселившиеся Барабинских просторах более 350 лет назад — в основном в конце XVII — начале XVIII веков. Переселенцы, а также ссыльные формировали новый облик Южной Сибири. Здесь появляется гужевой (грунтовой) Великий Сибирский путь от Москвы до Байкала, который на участке от Омска до Томска у Каргатского Форпоста имел развилку: южный вариант шёл к Оби в районе между Колыванью и Бердском и далее, через Юргу с юга подходил к Томску. Второй путь шёл от Каргата вдоль местной реки Чулым и далее вдоль реки Шегарка до Бабарыкино и затем, через Богородское, с запада подходил к Томску (Шегарский тракт). Также от современного Каргата шёл путь к хлеборобным местам близ современного Барнаула и, таким образом, место в последние десятилетия XIX века (ранее появления на картах Ново-Николаевска — Новосибирска) стало своеобразным транспортным узлом.
Населённые пункты каргатской земли описывали многие известные исследователи Сибири. Так Н.Г. Ядринцев писал: …Окончательное устройство тракта и заселение произошло при губернаторе Чичерине в 1760-х и 1770-х годах XVIII столетия. Он поселил здесь ссыльных помещичьих крестьян и беглых солдат. Они же построили прекрасную дорогу; в 1820-х годах Словцов  и в 1830-х Гельмерсен нашли здесь рослое, сильное население, совершенно не похожее на ссыльных, от которых оно произошло….
Большим посёлком Каргат стал в 1890-х годах XIX века в связи со строительством Сибирской железной дороги (сегодня это Транссибирская железнодорожная магистраль). Основными жителями стали рабочие и служащие железной дороги, торговцы зерном и скотом, мелкие ремесленники. Жители ближайших сёл занимались земледелием и скотоводством, а зимой извозом. На лошадях возили хлеб из амбаров на железнодорожную станцию. Вскоре Каргат стал центром Карагатской волости.
В истории России территория данной волости последовательно находилась в составе: 
- Томского округа Тобольского наместничества и Сибирского царства (1746—1782);
- Колыванского наместничества (1782—1790);
- ок. 1790 — в составе Каинского уезда Томской области Тобольского наместничества;
- Каинского уезда Томского округа Тобольской губернии (1794—1804);
- Каинского уезда/округа (1804—1921) Томской губернии. В XX веке Каинский уезд был некоторое время  Барабинским уездом Томского округа Томской губернии (1920—1921);
- Каргатского уезда Ново-Николаевской губернии (1921—1925). Затем волость была преобразована в район в составе Сибирского края.

Бурное купеческое развитие Каргата пришлось на период XX века до революции 1917 года. Этому способствовали выгодное географическое положение на развилке путей Московско-Иркутского тракта (здесь начиналось ответвление в направлении на Алтай, минуя основные пути губернии Томск — Барнаул) и относительная близость территорий производства товаров, пользующихся спросом в основном к западу от Урала и далее в Европе. В ходе Столыпинской реформы в районы Кулунды и Алтая устремились массы крестьян из центральных и западных губерний Российской Империи. Их путь на повозках на Алтай начинался от железнодорожной станции Каргат. Переселенцы ехали с запада и юга Новороссии, из Белоруссии, Польши, Поволжья, Вятки и др. районов. Многие оставались жить в Каргатской волости. Местный национальный состав вскоре сменился с преимущественно туземного населения (на начало XIX века) на преимущественно русское население. Памятниками прежнего татарского быта в современном Каргатском районе остались названия рек, озёр и некоторых старинных сёл. Например, река Каргат, село Алабуга, Аткуль и ряд других.
Купеческое, экономическое развитие Каргата как узла путей («на Томск», «на Алтай и Кулунду», «в земли казаков и их столицу Верный», «на Москву») позволило селу стать активно развивающимся торговым и административным, волостным центром.
Национальный состав в волости к 1913 году: основное население — русские, национальные меньшинства: татары, киргизы (казахи), немцы, поляки, евреи и др.
В период революции 1917 года и последующей Гражданской войны волость испытала все невгоды того времени: захват власти большевиками в декабре 1917, затем их низложение так называемым «Чехословацким мятежом» и движением Сибирского областничества (июнь 1918), которые сменились Директорией Колчака (1918—1919).
Из крестьян Томской и Алтайской губерний формировались части Первой и Второй Сибирских армий Белого движения, которые с боями прошли в сторону Москвы почти до Поволжья, в том числе осуществив Великий Ледяной поход через Урал. Летом и осенью 1919 года части 5-й Красной армии оттеснили белых в Зауралье. Поздней осенью в частях отступающих Белых армий возникла дезорганизованность, Колчак не смог организовать генеральное сопротивление на линии Каргата перед Ново-Николаевском.
К концу декабря 1919 года части 5-й Красной Армии прошли от Татарска до Томска и Мариинска вдоль Транссиба. С января 1920 года установилась власть представительства Правительства Р.С.Ф.С.Р. в Сибири — Сибревкома. На территории Западной Сибири были созданы новые органы советской власти. В том числе в Каргате были созданы: межволостной райком РКП(б), волостной военный комиссариат, волостной исполнительный комитет Советов рабочих и солдатских депутатов.
В ранний период советской власти, в 1920—1922 годах происходили крестьянские волнения, вызванные продразвёрсткой большевиков, ставшей тяжким бременем для сельского населения. Летом 1920 года волость была охвачена драматическим Колыванским антибольшевистским восстанием, как реакция сельчан на гнёт новых поборов.
После жестокого подавления восстания регулярными частями Красной армии появились первые признаки «красной диктатуры». В ближайшие 10 лет территория стала частью Чулымско-Шегарской спецкомендатруры ОГПУ, а затем частью Сиблага (ГУЛАГ).
В 1921 году посредством объединения нескольких волостей была образована укрупнённая Каргатская волость, которая в 1923 году (при создании Ново-Николаевской губернии) стала основой вновь созданного Каргатского уезда Ново-Николаевской губернии. Уездному центру, селу Каргат впервые был присвоен статус города. Город был образован в результате слияния четырёх сёл: Южного Каргата и Центрального Каргата, Мингородского и Алексеевского.
В мае 1925 года Сибревком объединил губернии, края и округа Западной Сибири в единый Сибирский край, волости были ликвидированы. Вместо них окончательно появились районы краевого подчинения. Первоначально Каргат стал центром Каргатского района (бывшего Каргатского уезда). Однако уже в июле 1925 года Каргат утратил статус административного центра уезда/района и был преобразован в село, в составе Новосибирского округа Сибкрая, с 1930 года территория находилась в составе Западно-Сибирского края (образованного, в основном, в границах бывших Томской и Тобольской губерний). В 1937 территория включена в состав вновь образованной Новосибирской области.
С 1957 года Каргат получил статус «рабочего посёлка».
Вновь Каргат стал административным (районным) центром со статусом «город» осенью 1965 года во вновь сформированном Каргатском районе.

## Расположение
Волость была образована на пространстве от правобережья реки Оби (от излучины в районе поселений Белоярка —Успенка — Ташара — Умрева) и к югу, охватывая с двух сторон Сибирскую ж.д. магистраль.
Первоначально волость находилась в юго-западной части Томского уезда, при этом с западной стороны граничила с внеуездным городом Ново-Николаевском и территориями обского левобережья, входившими в Каинский уезд Томской губернии.
С 1921 года волость стала окружена волостями Ново-Николаевского уезда Ново-Николаевской губернии.
Окружение волости в 1916:
| северо-запад: Чаусская волость                                                                         | север: Убинская волость                                      | северо-восток: Чулымская волость Каинского уезда                     |
| запад: Омский/Тарский округ Тобольской губернии и Барабинская волость Каинского уезда Томской губернии | Каргатская волость                                           | восток: Чулымская волость                                            |
| юго-запад: Бердская волость                                                                            | юг: Карасукская волость Барнаульского уезда Томской губернии | юго-восток: Карасукская волость Барнаульского уезда Томской губернии |

### Сёла и др. поселения волости в 1913
- Каргат
- Южный Каргат
- Центральный Каргат
- Верх-Каргат
- Алексеевское
- Форпост-Каргат
- Маршанское
- Миргородское
- Первотроицк
- Сумы

## Известные личности
- Голубовский, Григорий Афанасьевич (1918—1984) — ветеран Великой Отечественной войны, Герой Советского Союза. Родился в д. Борисовка на территории Каргатской волости Каинского уезда Томской губернии.
- Губяшкин, Николай Игнатьевич (1922—2008) — герой Войны, Полный кавалер ордена солдатской Славы (родился в деревне Покроводонка на территории Каргатской волости Томской губернии)
- Загибалов, Максимилиан Николаевич (1843—1920) — известный российский революционер (каракозовец), политкатаржанин, общественный деятель Сибири, редактор губернской газеты «Сибирский вестник». Похоронен в Каргате.
- Коврижко, Илья Павлович (1913—1945) — участник Великой Отечественной войны, Герой Советского Союза. Родился в д. Алабуга на территории Каргатской волости Каинского уезда Томской губернии.
- Кожемякин, Пётр Павлович (1917—1983) — ветеран Великой Отечественной войны, Герой Советского Союза. Родился в д. Изосимкино на территории Каргатской волости Каинского уезда Томской губернии.
- Леончиков, Николай Петрович (1925—2012) — ветеран Великой Отечественной войны, Герой Советского Союза. Родился в с. Сумы на территории Каргатской волости Каргатского уезда Ново-Николаевской губернии.
- Путилин, Кузьма Фёдорович (1923—1970) — ветеран Великой Отечественной войны, Герой Советского Союза. Родился в Каргатской волости Каргатского уезда Ново-Николаевской губернии.